# Nesterenkonia halobia
Nesterenkonia halobia (лат.) — вид галофильных грамположительных кокков семейства Micrococcaceae, нашедший своё применение в биосинтезе альфа-амилазы.
Систематики Stackebrandt и др. в 1995 году в результате филогенетического анализа выделили вид Micrococcus halobius в новый род Nesterenkonia. Родовое название дано в честь украинского микробиолога Ольги Нестеренко.

## Изолирование и реклассификация
В соленых озёрах Уэльвы, Испания, было выявлено шесть штаммов умеренно галофильных грамположительных кокков. Результаты фенотипических исследований показали высокую степень гомологии (72 %) между выделенными микроорганизмами со штаммом N. halobia ATCC 21727. Эти штаммы были рассмотрены на 150 морфологических, физиологических, биохимических и других признаков и показали фенотипические характеристики, аналогичные Nesterenkonia halobia, в частности, содержание ГЦ в ДНК колеблется в пределах 70—72 %. Анализ последовательности 16s рРНК каждого из представителей подтвердил сходство.
Поскольку вид Micrococcus halobius был описан на основе одного штамма, выделенного из нерафинированной солнечной соли[неизвестный термин], и его описание не является полным (особенно в области использования различных соединений), новая классификация более удачно его охарактеризовала.

## Биосинтез α-Амилазы
Умеренный галофил Nesterenkonia halobia производит внеклеточную декстриногенную амилазу при культивировании в среде, содержащей 0,2—2 % массы крахмала и 1—3 M хлорида натрия или хлористого калия при температуре 30—37 °C и pH 6—8 в аэробных условиях, таким образом, чтобы микроорганизмы накапливали в среде галофильную α-амилазу. Продукт очищают от культуральной жидкости до гомогенного состояния электрофорезом с помощью гликоген-комплексного соединения, диетиламиноетил-целлюлозной хроматографии и фильтрации био-гелем P-200.
Данный фермент максимально активен при pH от 6 до 7, в 0,25 М NaCl или 0,75 М KCl, при температуре от 50 до 55 °C. Активность может быть уменьшена диализом в дистиллированной воде. Молекулярный вес, по приблизительным оценкам — 89 000. Продуктами действия выделенного фермента на растворимый крахмал и гликоген являются мальтоза, мальтотриоза и мальтотетраоза, с меньшим количеством глюкозы.
Галофильная α-амилаза используется в пищевых продуктах и лекарственных препаратах.